# Madeira (wijn)

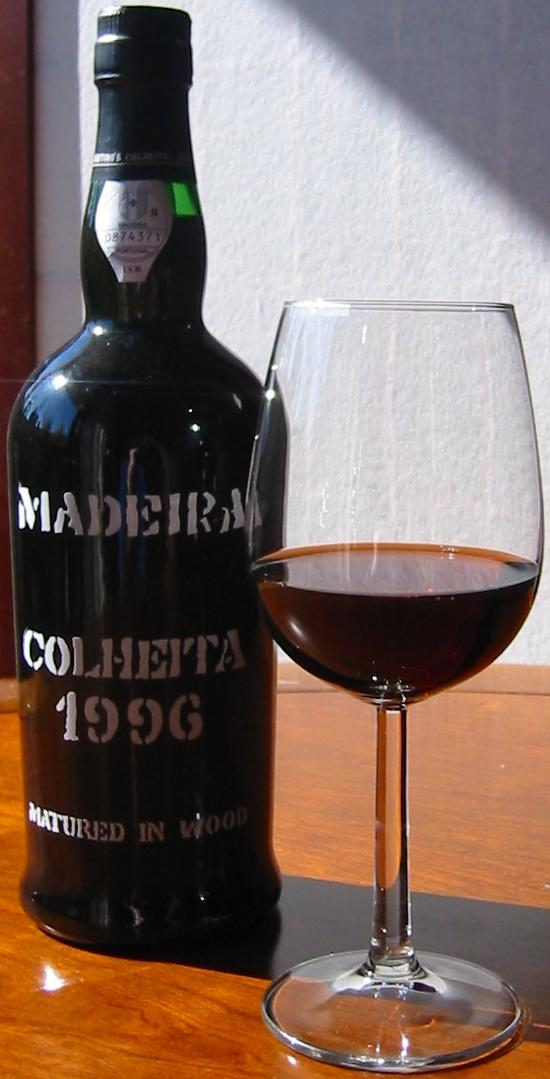
Madera

Madeira (IPA: [mɐˈðejɾɐ]) of madera is een versterkte, zeer lang houdbare wijn, afkomstig van het eiland Madeira.
Oorspronkelijk werd madeira van vier soorten druiven gemaakt, elk met zijn eigen smaakkarakteristiek, variërend van zoet tot droog. De madeira werd naar de druif genoemd waar hij van gemaakt was: Sercial (droog), Verdelho (half droog), Boal (half zoet) en Malvasia (zoet).
Tegenwoordig (na 1875) wordt de meeste madeira van één druivensoort gemaakt (Tinta Negra) die er beter groeit. Wel worden de vier typen madeira uit die ene druivensoort geproduceerd. De naamgeving is dan niet meer de naam van de druif maar het smaaktype (dry t/m sweet).

## Druivensoorten envinificatie

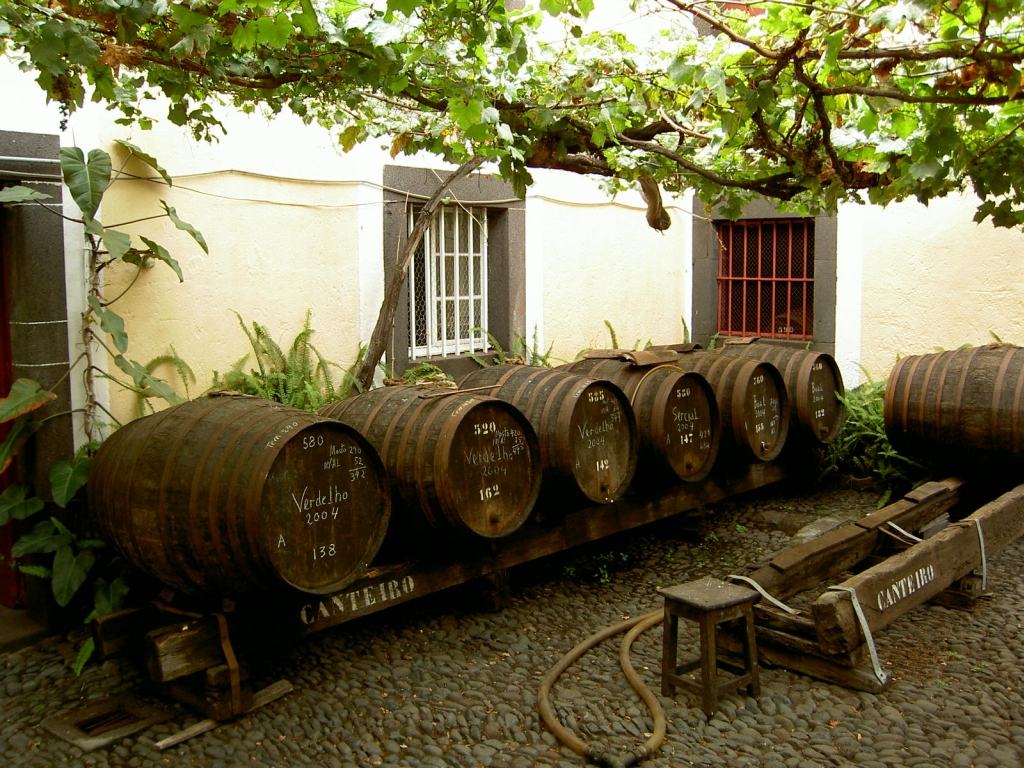
Vaten rijpende madera

Sercial is een amberkleurige, droge wijn die vaak als aperitief wordt gedronken, of bij soep en visgerechten. De sercial-druiven groeien op circa 800 m hoogte; lager zouden ze door de grotere warmte een hogere suikerconcentratie bereiken. De van velden op circa 500 m hoogte afkomstige verdelho is een mediumdroge, taankleurige wijn en kan als aperitief maar ook als dessertwijn worden gedronken. De volle, licht naar noot smakende bual is een goede begeleider van kazen als stilton en rijke desserts, terwijl de volzoete malmsey op zijn plaats is bij rijke desserts, maar zelfs bij koffie uitstekend smaakt.
Er zijn vier druivenrassen toegestaan; de 'Verdelho', de 'Sercial', de 'Boal' en de zoete, van Kreta ingevoerde 'Malvasia'.  Na de catastrofale vernietiging van de wijnstokken door druifluis in 1875 werden de meeste wijngaarden opnieuw beplant met de Tinta Negra, een variant van de 'Pinot Noir'. Veel madeira bestaat voor 85% uit deze druif en zij wordt met kleine hoeveelheden van de traditionelere druiven op smaak gebracht. Van de 2000 hectare die voor wijngaarden geschikt is wordt maar 600 hectare ook werkelijk benut. Het telen van bananen is lucratiever. De wijn is kostbaar en na de Tweede Wereldoorlog heeft zij haar populariteit op de Europese wijnmarkt grotendeels verloren. Madeira als aperitief en ook als wijn bij de maaltijd was ooit gebruikelijk maar men ziet de wijn steeds minder vaak op de wijnkaarten van restaurants.
Vroeger nam men op lange scheepsreizen port mee, onder andere als vitamine C-bron. De port die over was na deze lange reis smaakte anders door invloed van temperatuur en oxidatie. Dat viel in de smaak want er bleken mensen bereid deze drank af te nemen. Dit was zo lucratief dat er extra vaten port werden meegenomen op reis, puur met het doel deze bij terugkeer goed te verkopen. Toen men eenmaal ontdekte hoe deze veroudering kunstmatig kon worden bewerkstelligd, hoefden de vaten niet meer mee op maandenlange reis.
De madeira moet een alcoholpercentage van 16 tot 18 procent hebben.

## De canteiro-methode en de industriële productie
Tegenwoordig wordt de madeira in spe verwarmd en minstens drie maanden in eikenhouten vaten van 480 liter bij 45 graden Celsius in hete loodsen (estufas) bewaard. Gematigde temperaturen over een langere periode zijn beter. Beter zou zijn helemaal geen kunstmatige warmte te gebruiken, maar de wijn jarenlang op een zondoorstoofde vliering te laten liggen. Als de wijn uit de loodsen komt, heeft hij de enigszins gekaramelliseerde smaak waaraan alle madeira's zijn te herkennen. De industriële verwarming of verblijf in een estufado neemt drie maanden in beslag. Men noemt de verwarming door de zon zoals die nog door kleinere en conservatieve barros de "canteiro-methode". De traditionele huizen laten hun wijn vijf jaar lang op vaten rusten en verwarmen door de zon.
Net als bij port kent men bij madera-wijn vintage, dat wil zeggen: van één oogstjaar. Een vintage wordt gemaakt van één enkel druivenras, en moet minstens 20 jaar rijpen. Het instituut (Instituto do Vinho da Madeira) stelt regels op of een bepaalde madeira de naam vintage mag dragen.
Sommige van de allerbeste wijnen kunnen een eeuw op vat of in glazen demi-johns verblijven, voordat ze worden gebotteld. De daaropvolgende flesrijping is ook bijzonder traag, zodat madeirawijnen tot de langst houdbare ter wereld behoren. De kurken moeten iedere 35 jaar worden vervangen en, anders dan bij andere wijnen op fles, moet de fles staande worden bewaard. Er zijn madeira's uit de 18e eeuw die nog steeds drinkbaar zijn.
Tegenwoordig mengen de producenten hun wijnen tot een merkwijn met een constante kwaliteit. Vroeger ging dat mengen volgens een solera-systeem zoals dat gaat bij bijvoorbeeld sherry. De madeira-vinificatie geschiedt op portachtige wijze, namelijk door de gisting met alcohol te stoppen.